# John Anchert
John Anchert, född 10 juni 1886 i Stockholm, död 6 juli 1963 i Lund, var en svensk arkitekt. 
Efter mogenhetsexamen i Stockholm 1906 och avgångsexamen från Kungliga Tekniska högskolans avdelning för arkitektur 1911 var Anchert elev vid Konsthögskolan 1912–14. Han var anställd hos arkitekterna Axel Lindegren, Sigge Cronstedt och Ivar Tengbom 1914–20, blev e.o. arkitekt vid Stockholms stads byggnadsnämnd 1920 och stadsarkitekt i Lund 1921, en befattning vilken han lämnade 1951. 
Anchert ritade i Stockholm ett stort antal villor i Brännkyrka och Bromma. Under sin tid som stadsarkitekt i Lund ritade han bland annat det nya renhållningsverket, ombyggnad av Katedralskolan, Parkskolan, stadens bostadshus vid Prennegatan, fd arbetsförmedlingen på Magle Stora Kyrkogata samt ett antal privatvillor. 
Anchert var även arkitekt för bland annat ombyggnad av bostadshus i Malmö samt om- och tillbyggnad av C-paviljongen vid Sankt Lars sjukhus i Lund. Han var byggnadskonsulent i Löddeköpinge landskommuns utomplansområde från 1938 och statens värderingsman från 1941. Han var ledamot av Svenska Teknologföreningen 1918–23 samt ordförande i  Konstföreningen Aura i Lund.
Anchert är begraven på Uppsala gamla kyrkogård